# Crise d'Aračinovo
Insurrection albanaise de 2001 en Macédoine
La crise d'Aračinovo est une série d'événements déclenchés par l'occupation du village d'Aračinovo, dans la banlieue de la capitale macédonienne Skopje, par les insurgés de l'Armée de libération nationale (ALN, en albanais : Ushtria Çlirimtare Kombëtare - UÇK, aussi appelée UÇK-M) en juin 2001, et les tentatives ultérieures de l'armée régulière macédonienne (ARM) pour reprendre cette localité. L'attaque macédonienne a abouti à une impasse avec l'OTAN, dont les troupes ont évacué les rebelles assiégés après un accord de cessez-le-feu. La crise est considérée comme le tournant de la l'insurrection de 2001 en Macédoine et l'un de ses épisodes les plus controversés.

## Contexte
Le 12 juin 2001, un groupe de plusieurs centaines d’insurgés de l’ALN a pris le contrôle du village ethniquement mixte d’Aračinovo, situé à seulement huit kilomètres du territoire de la capitale Skopje. Le commandant des forces de l'ALN à Aracinovo, Xhezair Shaqiri, a averti que si l'armée régulière ne cessait  pas ses attaques contre les positions de l'ALN dans le nord du pays, les insurgés cibleraient des positions stratégiques à Skopje, notamment « l'aéroport, les raffineries de pétrole, les commissariats de police de la ville, et les autres infrastructures gouvernementales » ,. Shaqiri a affirmé aux journalistes que ses hommes disposaient de mortiers de calibre 120 mm, et a déclaré : « Je vais commencer à attaquer les commissariats de police et l'aéroport, le gouvernement et le Parlement – tout ce que je peux avec nos mortiers de 120 mm ». Selon Shaqiri, la principale revendication des insurgés était d'être inclus dans les discussions sur l'avenir constitutionnel du pays – ce que le gouvernement avait explicitement exclu. Auparavant, les forces gouvernementales macédoniennes avaient repris une série de villages dans le cadre d'opérations réussies telles que l'opération MH-1 et l'opération Vaksince et se battaient pour le contrôle de la zone proche de  Slupčane, où elles réalisaient de lents progrès. La situation étaient compliquée par la présence de milliers de civils dans les diverses localités du nord du pays, ce qui contraignît les forces de sécurité à interrompre leurs opérations à plusieurs reprises,,,.
La prise d'Aračinovo a déclenché un nouvel exode de ses habitants, dont beaucoup ont fui au nord, vers le Kosovo voisin. Le gouvernement macédonien n'a pas répondu officiellement à l'ultimatum de l'ALN, mais des rapports indiquent qu'il a renforcé la sécurité autour d'infrastructures clefs à Skopje.
La crise d'Aračinovo a exercé une pression diplomatique de plus en plus forte sur le gouvernement macédonien, de la part de l'OTAN et de l'Union européenne, en faveur d'une résolution politique du conflit. L'attention suscitée par la crise d'Aračinovo fut telle que le Secrétaire général de l'OTAN, George Robertson, et le Haut représentant pour la politique étrangère et de sécurité commune de l'Union européenne, Javier Solana, se sont rendus en Macédoine pour soutenir les efforts visant à trouver cette solution politique. La crise a également creusé le fossé au sein du gouvernement macédonien lui-même sur l’approche à adopter pour résoudre le conflit. Le Premier ministre et le ministre de l'Intérieur étaient favorables à la poursuite des offensives réussies de mars et mai 2001, tandis que le Président, Boris Trajkovski, faisait pression en faveur d'une solution politique.
Lors de sa rencontre avec Solana, le président Trajkovski a promis de résoudre la crise d'Aračinovo par le dialogue politique. Cependant, après plusieurs réunions de « l'Organe de coordination pour la résolution de la crise », ainsi qu'avec le « Commandement pour la défense de la ville de Skopje », il a été décidé le 18 juin d'exécuter une opération militaire pour mater les forces des rebelles de l'ALN à Aračinovo. Le plan a été préparé par le général Pande Petrovski et devait être exécuté à la fois par la police et l'infanterie, avec l'artillerie et le soutien aérien de l'armée. Les représentants de l'OTAN en Macédoine n'ont pas été informés de cette décision.

## Assaut sur Aračinovo
L'opération des forces de sécurité macédoniennes a débuté le 21 juin à 4 h 30 par un barrage d'artillerie de l'armée macédonienne. Celle-ci a utilisé une partie de sa puissance de feu la plus importante, avec des hélicoptères de combat utilisés pour attaquer des cibles dans le village. A la tombée de la nuit, le 6e détachement du ministère de l'Intérieur, ainsi que l'unité spéciale de la police dite « Tigre » , ont lancé un assaut en direction de la banlieue voisine de Singelich. Cette manœuvre a été coordonnée avec un assaut d'un peloton de chars venant de Brnjarci, ainsi coupant Aračinovo de l'arrière, au nord. Après de premiers affrontements du côté nord, les forces de sécurité se sont lentement rapprochées des cimetières du village et les insurgés ont renforcé leurs positions autour de la nouvelle mosquée. Selon le général Pande Petrovski, qui commandait l'opération Aračinovo, l'armée macédonienne disposait de plusieurs bataillons blindés avec près de 20 000 soldats, 54 chars, 120-130 mortiers, des hélicoptères Mi-24 et une quantité suffisante de munitions pour mener à bien une opération décisive, et détruire l'ALN. La bataille dura trois jours et les rapports macédoniens affirmèrent avoir capturé les deux tiers du village. Cependant, les villageois locaux ont affirmé que l'armée macédonienne n'avait pas progressé du tout et n'avait pas pu entrer dans le village. Les rapports occidentaux ont également remis en question les affirmations macédoniennes, affirmant que l'assaut macédonien s'était soldé par un échec,,,,,,,. Les médias macédoniens ont affirmé que l'OTAN avait négocié un cessez-le-feu, prétendument pour sauver les rebelles de l'ALN de l'assaut macédonien contre la ville. Cependant, ces affirmations ont ensuite été contestées par des rapports occidentaux, selon lesquels c'était le gouvernement macédonien qui avait demandé un cessez-le-feu en raison de son échec militaire à expulser l'ALN de la localité,.
L'assaut contre la partie orientale des positions tenues par l'ALN s'est déroulé encore plus lentement en raison d'une résistance plus forte, notamment à Bel Kamen (à un kilomètre d'Aračinovo). Ce n'est que lorsque des renforts furent envoyés pour assister l'assaut du côté sud que Bel Kamen tomba aux mains de la police, après un retrait des insurgés abandonnant derrière eux une grande partie de leur équipement. La côte 354 à l'ouest du village a également été capturée au cours du premier jour, ouvrant la voie aux forces de sécurité pour entrer dans la localité. À la fin du premier jour de l'opération, la police macédonienne a réussi à pénétrer dans le village par le nord et l'ouest, mais a progressé très lentement en raison de la forte résistance des positions de l'ALN. A l'est et au sud, la police s'est temporairement retranchée à l'entrée du village.
Le deuxième jour, les troupes macédoniennes ont continué à soumettre la partie Aračinovo tenue par l'ALN, à un barrage d'artillerie lourde. Les opérations du deuxième jour ont commencé par un vol de reconnaissance effectué par un Sukhoi Su-25. Il a été suivie de tirs d'artillerie, et d'un assaut de chars et d'hélicoptères contre les positions des insurgés. Des hélicoptères Mi-24 de l'armée ont plongé sur le village, tirant à plusieurs reprises sur la zone à partir de laquelle l'ALN avait menacé de bombarder la capitale macédonienne et son aéroport . La police, appuyée par des tirs de mortier, a mené des attaques d'infanterie dans le village depuis le côté est et a réalisé des avancées mineures vers le centre. Du côté ouest, elle a progressé jusqu'à la nouvelle mosquée, ne laissant que le centre du village aux mains de l'ALN. Un porte-parole de l'armée macédonienne a déclaré que l'infanterie avait repris un tiers du village dans le cadre d'une offensive majeure menée au cours du deuxième jour de la bataille,. Cependant, les insurgés opposèrent une résistance farouche et la bataille fut livrée pour chaque maison. La résistance de l'ALN a culminé au cours du troisième jour d'assaut des forces de sécurité macédoniennes, lorsque trois membres de la police ont été tués au combat dans le cimetière de Brnjarci. Un membre de l'unité spéciale de police « Tigre » est également décédé des suites de ses blessures le 28 juin. Bien que cela n’ait jamais été officiellement révélé, des tirs amis sont fortement suspectés. Le commandant de la même unité, Stojance Angelov, a été grièvement blessé lors d'une tentative de pénétration dans le centre du village. Toutefois, malgré les victimes et la pression internationale pour une trêve, les forces de sécurité ont poursuivi leurs opérations.
Un porte-parole du gouvernement s'est déclaré confiant dans la défaite des rebelles d'ici quatre ou cinq jours . Au cours du troisième jour de combat, la police a affirmé contrôler les deux tiers du village et elle attaquait le centre du village où une forte résistance fut rencontrée. Lors de leur avancée vers le centre du village, les forces de sécurité ont bombardé chaque nouvelle position de l'ALN avec des obus d'artillerie et de chars, et n'ont envoyé qu'ensuite la police. Cette tactique visait à épuiser les insurgés qui, selon les renseignements dont disposait le gouvernement macédonien, ne disposaient que de ressources limitées.
Cependant, au quatrième jour de la bataille, le président Trajkovski a ordonné aux forces de sécurité d'arrêter immédiatement toutes les opérations.

## Arrêt des opérations
Selon le général Pande Petrovski, responsable de l'opération, le 25 juin à 9 heures du matin, il a été appelé par le Président qui lui a dit d'arrêter l'opération. Cependant Petrovski a ordonné la poursuite de l'assaut. À 12h45, le président a téléphoné de nouveau au général Petrovski et lui a dit :
Général, je veux que toutes vos activités à Aračinovo cessent avant 13 heures, et vous vous rendrez à l'hôtel « Belvi » pour rencontrer des émissaires de l'OTAN. Ne vous avisez pas d'utiliser l'aviation, arrêtez de nous faire marcher, j'ai déjà expliqué ce qu'il en était !.
Petrovski a ordonné la suspension des activités militaires des forces de sécurité et s'est dirigé vers l'hôtel « Belvi » où il a rencontré des équipes de télévision, des diplomates étrangers, des représentants du gouvernement et du cabinet présidentiel. Il a été informé que tout le monde attendait l'arrivée de Javier Solana à 16h00.
Lors de la réunion tenue le même jour avec le haut responsable de la politique étrangère de l'UE, Javier Solana, le gouvernement macédonien a accepté de cesser complètement ses activités militaires à Aračinovo et de laisser les insurgés de l'ALN quitter le village encerclé. Après des entretiens entre le président Boris Trajkovski et Javier Solana, le gouvernement macédonien a officiellement annoncé qu'il avait mis fin à son offensive contre l'ALN à Aračinovo. Selon les médias occidentaux, les négociations auraient été « extrêmement acrimonieuses », les forces de sécurité macédoniennes étant réticentes à abandonner une bataille qu'elles étaient convaincues de pouvoir remporter ,.
Il a été convenu que l'évacuation des insurgés se ferait avec le soutien logistique des militaires américains de la 101e division aéroportée. Le gouvernement macédonien a également accepté que les insurgés emportent leurs armes, ainsi que leurs morts et blessés, lors de l'évacuation. Les détails de la logistique de cette dernière ont été organisés par l'envoyé spécial des États-Unis pour les Balkans, Peter Feith. L'évacuation a commencé à 17 heures et a été menée par le personnel de l'armée américaine du contingent américain de la KFOR au Kosovo, basé au Camp Able Sentry à l'aéroport international de Skopje. Les militaires américains chargés de l'évacuation des insurgés de l'ALN ont dépassé le territoire tenu par les forces de sécurités macédoniennes et sont entrés dans le village, emmenant avec eux tous les membres de l'ALN qui s'y trouvaient. Cependant, alors qu'ils se dirigeaient vers la route d'évacuation, ils se sont trouvés face à des barrages routiers érigés par des groupes de civils de souche macédonienne opposés à l'évacuation. Après que le gouvernement a envoyé des représentants pour discuter avec les civils, ceux-ci ont accepté de lever les barrages et de permettre au convoi de continuer comme prévu. Le convoi a transporté les insurgés jusqu'au village de Nikushtak, en territoire contrôlé par l'ALN.
Le lendemain, les troupes macédoniennes entrèrent dans Aračinovo, éliminant ainsi la menace stratégique qui pesait sur la capitale.

## Controverses
Selon les représentants de l'OTAN et les plus proches collaborateurs du président Trajkovski, l'évacuation des insurgés d'Aračinovo a été demandée personnellement par le président, afin d'éviter une escalade du conflit vers une guerre civile. Depuis le début de l'opération à Aračinovo, le secrétaire général de l'OTAN, Lord George Robertson, a qualifié l'assaut macédonien contre l'ALN à Aračinovo, de « folie » et de « stupidité totale ». Dans une déclaration ferme, Lord Robertson a également exhorté le gouvernement à cesser les hostilités car la Macédoine, a-t-il prévenu, était « au bord d'une guerre civile sanglante »,. Selon le représentant de l'OTAN Peter Feith, ainsi que le général américain Anthony Tate, le gouvernement macédonien a décidé de demander aux représentants de l'OTAN de négocier le retrait des forces de l'ALN du village. L'opération a été interrompue et l'évacuation a été demandée par le président Trajkovski, afin d'éviter la menace sur la capitale et de faciliter une résolution rapide du conflit.

Des sources affirment que pendant cette crise, il y aurait eu des citoyens américains derrière les lignes rebelles à Aračinovo . Selon l'ancien ministre de l'Intérieur Ljube Boškovski et l'ancien chef d'état-major général Pande Petrovski, l'arrêt des opérations des forces de sécurité macédoniennes se serait produit à cause d'un « ultimatum de l'OTAN ». En effet, selon le général Pande Petrovski, responsable de l'opération du côté macédonien, il a été appelé par le président le 25 juin à 9 heures du matin et on lui a dit que « le secrétaire général de l'OTAN l'aurait appelé, lui disant personnellement d'arrêter l'opération parce qu'il y avait des instructeurs américains coincés à Aračinovo ». Petrovski a cependant ordonné la poursuite de l'opération. Il déclare en outre que :
Le général de brigade Zvonko Stojanovski, commandant de la défense anti-aérienne de l'armée, m'a informé que nos radars ont détecté 6 avions de combat en provenance d'Italie, en passant par l'Albanie et en direction de la Macédoine. Je lui ai dit de suivre leur route et de déplacer les hélicoptères vers l'aérodrome de réserve de Lozovo. Je me suis alors dit : ça y est ! L'OTAN est prête à recourir à la force contre nous si nous poursuivons l'opération. 
La description de ces circonstances par Petrovski a été récemment liée aux déclarations de Glenn Nye, fonctionnaire du département d'État à l'ambassade des États-Unis en Macédoine. Ainsi, lors des élections législatives de 2002 aux États-Unis, Nye a révélé que, alors qu'il était affecté à la Macédoine et au Kosovo, il avait organisé en 2001 le sauvetage de vingt-six citoyens américains coincés derrière les lignes insurgées ,,,.
Les chercheurs Mark Curtis et Scott Taylor affirment que les étrangers mentionnés par Nye étaient des conseillers de la société militaire américaine MPRI. Une déclaration corroborée par le journaliste militaire américain, colonel de l'armée américaine et vétéran  David H. Hackworth, qui affirme que des sources de l'armée américaine au Kosovo confirment que la mission visant à préserver les rebelles de l'ALN d'une destruction imminente consistait à sauver « 17 instructeurs américains » qui étaient soit anciens officiers américains ou membres de MRPI. Cependant, des commentateurs, dont l'ancien conseiller présidentiel Stevo Pendarovski, qui était porte-parole du ministère de l'Intérieur au moment du conflit, ont rejeté ces allégations comme étant des mystifications et des théories du complot, affirmant qu'il n'y avait pas d'instructeurs américains à Aračinovo.

### Manifestations à Skopje
La même nuit, devant le Parlement à Skopje, une manifestation organisée par des réfugiés d'origine macédonienne d'Aračinovo s'est transformée en émeute après avoir été rejointe par des membres des forces de sécurité et des milliers de manifestants civils. Les manifestants ont été rejoints par les policiers d'Avtokomanda (banlieue de Skopje, près d'Aračinovo) qui avaient pris part aux combats. Ils étaient venus armés de fusils et d'armes automatiques et exigeaient de savoir pourquoi les opérations avaient été interrompues et les insurgés autorisés à être évacués.
Les manifestants ont forcé l'entrée dans le bâtiment du Parlement et ont exigé de parler au président en criant « trahison » et « démission », tout en ridiculisant la décision de Trajkovski de permettre aux rebelles de prendre leurs armes lorsqu'ils se retiraient. Les manifestants ont brisé un cordon de police, jeté des pierres à travers les fenêtres et complètement détruit la Mercedes du ministre de l'Intérieur Boshovski garée devant le bâtiment. Quelques policiers et journalistes ont été blessés dans la mêlée, mais aucun ne semble avoir été sérieusement blessé. La police n'a pas eu recours à la force pour tenter de calmer la foule.